# Regola di Cannizzaro
La regola di Cannizzaro, detta anche regola degli atomi, è il metodo per calcolare la massa atomica di un elemento.
La regola afferma che: "Le varie quantità in massa di uno stesso elemento, contenute nelle molecole di sostanze diverse, sono tutte multipli interi di una stessa quantità, la quale deve ritenersi la massa atomica dell'elemento". Scegliendo quindi la più piccola quantità in massa di ogni elemento contenuta nelle masse molecolari dei vari composti, fu possibile ottenere le masse atomiche relative di quasi tutti gli elementi conosciuti.

## Illustrazione della regola
| Composto                    | Massa molecolare            | Massa di ciascun elemento contenuta in una massa pari alla massa molecolare | Massa di ciascun elemento contenuta in una massa pari alla massa molecolare | Massa di ciascun elemento contenuta in una massa pari alla massa molecolare | Formula |
| Composto                    | Massa molecolare            | C                                                                           | H                                                                           | Cl                                                                          | Formula |
| --------------------------- | --------------------------- | --------------------------------------------------------------------------- | --------------------------------------------------------------------------- | --------------------------------------------------------------------------- | ------- |
| Metano                      | 16                          | 12                                                                          | 4                                                                           | -                                                                           | CH4     |
| Etano                       | 30                          | 24                                                                          | 6                                                                           | -                                                                           | C2H6    |
| Benzene                     | 78                          | 72                                                                          | 6                                                                           | -                                                                           | C6H6    |
| Cloroformio                 | 119,5                       | 12                                                                          | 1                                                                           | 106,5                                                                       | CHCl3   |
| Cloruro di etile            | 64,5                        | 24                                                                          | 5                                                                           | 35,5                                                                        | C2H5Cl  |
| Tetracloruro di carbonio    | 154                         | 12                                                                          | -                                                                           | 142                                                                         | CCl4    |
| Peso atomico degli elementi | Peso atomico degli elementi | 12                                                                          | 1                                                                           | 35,5                                                                        |         |